# Anandamaya kosha
Anandamaya kosha (zaligheidsomhulsel) is volgens de Vedantaleer in het hindoeïsme het eivormig omhulsel in het hart, waarbinnen de jivatma, individuele ziel en Heer der vijf omhulsels (kosha's) verblijft.
Andere namen zijn: hiranyamaya kosha (het gouden omhulsel), hrdaya cakra (het hartcakra), karana sarira (het oorzakelijke of causale lichaam), brahmapura (stad van Brahman), Indrapuri (stad van Indra), jyotir linga (lichtlichaam), karmasaya (slaapplaats van de karma's). In het hart zou het anadamaya kosha zich binnen een ovaalvormige ruimte bevinden, als een gouden ei, ter grootte van een kleine druif. De 'op het atoom gelijkende' ziel maakt er gebruik van citta (denkstof), ahamkára (ik-beginsel), buddhi (intellect, rede), manas (denkvermogen), indriya's (zintuigen) en prana (levensenergie) om tot bhoga (genot, vreugde) en bevrijding (apavarga, moksha) te komen. 
Het anandamaya kosha is een samenstel van zes lichtende sferen (rondten, kringen). Van buiten naar binnen zijn daar: het lichaam van Brahman (het Absolute), prakrti (subtiele natuur), subtiele levensenergie (prana), ahamkara (ik-beginsel), citta (denkstof) en ten slotte in het midden van citta, Atman, de individuele ziel zelf. De elkaar doordringende stralende kringen zien er door mystiek schouwen uit als armbanden om de shivalinga. Het stralend gouden omhulsel bleek voor de ziel een gouden gevangenis te zijn en daarom streeft ze er naar zich te bevrijden. 
Het anandamaya kosha is kleiner dan de brahmarandhra in het hoofd, waar zich manas en buddhi (intellect, rede) bevinden in respectievelijk manomaya kosha en vijnanamaya kosha. Middels Antahkarana chatushtaya, het viervoudige innerlijke orgaan van enerzijds manas en buddhi in brahmarandhra in het hoofd en anderzijds citta (waar jivatma gezeteld is) en ahamkara in anandamaya kosha  in het hart, bestaat er een voortdurende uitwisseling van kennis en ervaring.
Om de subtielste kennis van het Zelf, de individuele ziel jivatma, te kennen dient men door schouwen in meditatie het eigen hart binnen te gaan.